# Фі Бета Каппа

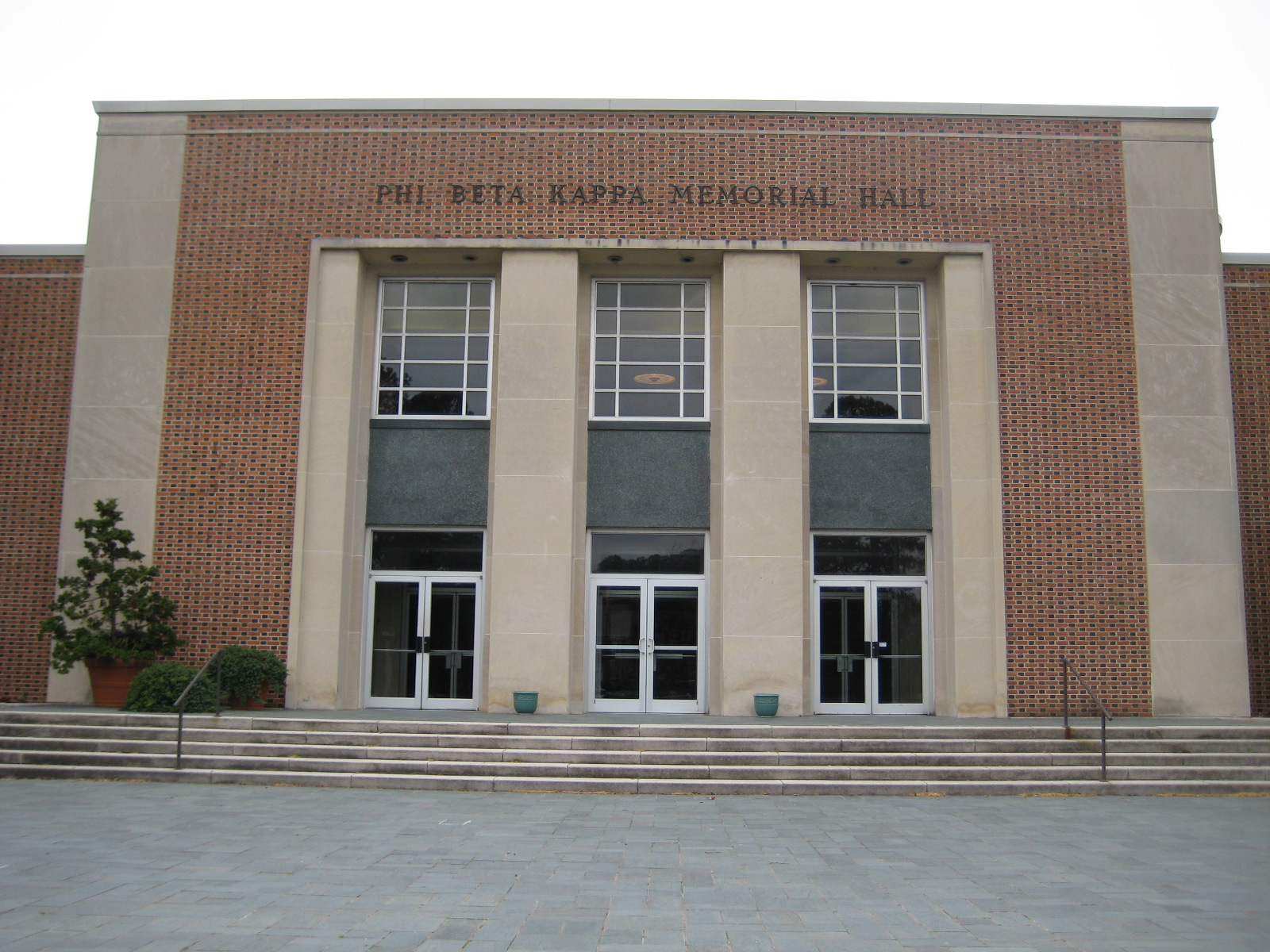
Сучасний вхід у меморіальний зал Фі Бета Каппа в Коледжі Вільяма і Мері

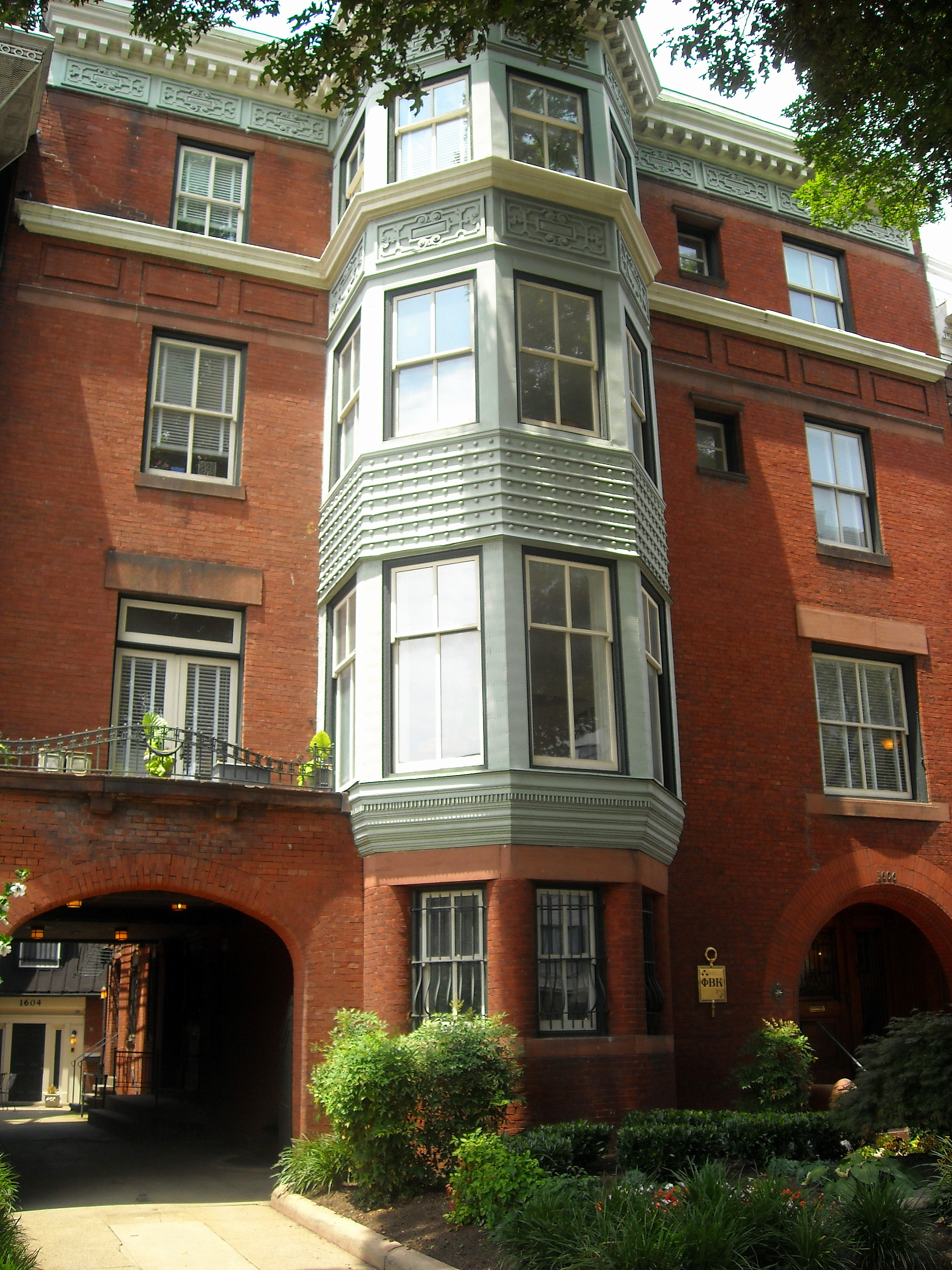
Національна штаб-квартира товариства Фі Бета Каппа в історичному районі Дюпон-Сіті, Вашингтон, округ Колумбія

Товариство Фі Бета Каппа (англ. Phi Beta Kappa Society) — найстаріше почесне студентське товариство (спочатку — братство) в Сполучених Штатах Америки, засноване 5 грудня 1776 року. Громадська організація студентів вищих навчальних закладів.
Фі Бета Каппа — абревіатура з грец. Φιλοσοφία Βίου Κυϐερνήτης, що означає «Любов до мудрості — керівництво життя».
Членство в братстві вважається найвищою нагородою (відзнакою) у студентів. Членство надається приблизно одному зі ста кандидатів. Кожне товариство встановлює свої академічні стандарти, але всі претенденти повинні вивчати гуманітарні науки, демонструвати «високі моральні якості». Існує обов'язковий вступний внесок (від 50 до 90 доларів США станом на 2005 рік), який іноді покриває університет-ініціатор.
Перше товариство сформувалось як таємна літературно-філософська асоціація в коледжі Вільяма і Мері, друге — в Гарвардському університеті (4 грудня 1779 року), третє — в Єльському університеті (8 грудня 1779 року), потім ще низка — в останній третині XVIII століття. Від статусу таємного товариства відмовилися під час антимасонських заходів 1831 року. Від моменту створення United Chapters of Phi Beta Kappa 1883 року було обрано 25 голів. Першу жінку в товариство Фі Бета Каппа прийнято в університеті Вермонта 1875 року, першого чорношкірого студента — два роки потому.
Кожен голова капітулу визначається штатом і грецькою буквою, яка позначає послідовність створення, наприклад, Альфа Пенсільванії перебуває в Коледжі Дікінсона, Бета Пенсильванії в Ліхайському університеті і т. д.
1988 року United Chapters of Phi Beta Kappa змінили назву на Phi Beta Kappa Society. 2004 року існувало 270 товариств з близько півмільйона членів.

## Деякі відомі члени товариства Фі Бета Каппа
- Джон Апдайк
- Джефф Безос
- Аарон Бек
- Александер Грем Белл
- Леонард Бернстайн
- Джордж Герберт Вокер Буш
- Каролін Гарт
- Джон Фостер Даллес
- Бред Делсон
- Елізабет Доул
- Вільям Едуард Беркхардт Дюбуа
- Сьюзен Зонтаґ
- Кароліна Кемпбелл
- Альфред Кінсі
- Генрі Кіссинджер
- Білл Клінтон
- Гленн Клоуз
- Роберт Макнамара
- Едмунд Маскі
- Генрі Полсон
- Чарлз Рагін[ru]
- Кондоліза Райс
- Вільям Ренквіст
- Стівен Сондгайм[en]
- Глорія Стайнем
- Марк Твен
- Джулі Теймор
- Річард Гелмс
- Бен Шапіро
- Бенджамін Кендалл Емерсон[en]